# Upplands runinskrifter 574
Upplands runinskrifter 574, till vänster på bilden, är ett vikingatida runstensfragment av gråröd sandsten i Estuna kyrka, Estuna socken och Norrtälje kommun. Runstensfragment är rektangulärt format och 1,07 gånger 0,59 meter stort.
U 574 förvaras i sakristian tillsammans med ytterligare fyra fragment, U 575 och U 576. Fragmenten U 574 och U 575 kommer säkerligen från samma runsten, och det är möjligt att även U 576 gör det.

## Inskriften
Translitterering av runraden:
+ orikia × auk + (þ)(u)-- ---(u) + raisa × ... ...rkiþi × mart a stai... ...(a)-m
Normalisering till runsvenska:
Orøkia ok Þo[ra(?) let]u ræisa ... [ma]rkaði mart a stæini ...
Översättning till nusvenska:
Orökja och Tora läto resa (stenen) ... ristade mycket på stenen.